# Heinrich Schiebel
Heinrich Schiebel (24 de novembro de 1926) é um ex-ciclista austríaco. Competiu na prova de perseguição por equipes de 4 km em pista nos Jogos Olímpicos de Verão de 1948, disputada na cidade de Londres.